# Nosy Varika
Nosy Varika ist eine ländliche Gemeinde an der Ostküste Madagaskars. Sie ist der Hauptsitz des gleichnamigen Distrikts und liegt in der Region Vatovavy-Fitovinany.